# Mercedes Erra
Mercedes Erra (23 settembre 1954) è un'imprenditrice francese.. È CEO di Havas Worldwide, co-fondatrice di BETC e CEO di Havas. Mercedes Erra è una specialista nella costruzione e nella comunicazione del marchio. È nota per aver lavorato per Danone, Evian e Air France. La loro campagna "Roller Babies" per Evian è riuscita ad apparire nel Guinness dei primati perché la pubblicità è stata riprodotta 75 milioni di volte.
Si trasferì in Francia sei anni dopo. Ha studiato all'HEC Paris. Ha iniziato a lavorare come stagista presso Saatchi & Saatchi nel 1981. Ha poi ricoperto il ruolo di direttore pubblicitario, client manager, vice direttore generale e infine direttore generale di Saatchi & Saatchi Advertising fino al 1995. È la "E" dell'agenzia BETC. (Gabinetto Erra Tong Cuong).
Sostenitrice della leadership femminile, è cofondatrice del Forum delle donne per l'economia e la società. Collabora inoltre con l'Unicef e la Fondazione ELLE. È membro attivo del comitato francese di Human Rights Watch e membro permanente della commissione francese sull'immagine delle donne nei media. Nel marzo 2012 Erra è stata nominata membro del consiglio di amministrazione della Art Media Society.